# Pristimantis curtipes
Pristimantis curtipes är en groddjursart som först beskrevs av George Albert Boulenger 1882.  Pristimantis curtipes ingår i släktet Pristimantis och familjen Strabomantidae. IUCN kategoriserar arten globalt som livskraftig. Inga underarter finns listade i Catalogue of Life.